# 汝拉联合会

汝拉联合会印章

汝拉联合会是第一国际中代表无政府主义和巴枯宁主张的一个派别，后与第一国际分裂，以瑞士汝拉拉绍德封区钟表匠为基础，主张反对国家人人平等的思想，形成于1869年—1871年间。1872年，当第一国际总委员会中由于马克思支持者压制巴枯宁支持者，汝拉联合会在瑞士圣伊米耶召开了大会，反对总委员会的专制倾向，赢得了第一国际中部分人士的支持，但双方的联盟于1876年解体。虽然日趋衰微，但汝拉联合会一直是巴枯宁支持者的大本营，其人物展开了长达二十年之久有关行动宣传利弊的争论。汝拉联合会中的人人平等的关系促使彼得·阿列克谢耶维奇·克鲁泡特金接受了无政府主义，使他成为继巴枯宁之后无政府主义的领军人物。